# 必殺仕事人
《必殺仕事人》是日本朝日放送及松竹共同製作的時代劇電視影集，於1979年5月18日至1981年1月30日期間，毎週五晚22時0分～22時54分在朝日放送電視台播出。全84集。此為《必殺系列》的第15作，以及《必殺仕事人系列》的第一作。

## 演員表
- 藤田まこと（誠） 飾演 中村主水
- 三田村邦彥 飾演 飾職人之秀
- 伊吹吾郎 飾演 畷左門
- 鮎川いずみ 飾演 加代
- 三島ゆり子 飾演 おしま
- 山田隆夫 飾演 半吉
- 山田五十鈴 飾演 おとわ
- 木村功 飾演 六藏
- 中村鴈治郎 飾演 鹿藏
- 菅井琴 飾演 中村せん
- 白木萬理 飾演 中村りつ